# U23-Weltmeisterschaften im Rudern 2013
Die U23-Weltmeisterschaften im Rudern 2013 fanden vom 24. bis 28. Juli 2013 auf der Regattastrecke Linz-Ottensheim in Ottensheim bei Linz in Österreich statt. Die Wettkämpfe wurden auf einem Seitenarm der Donau mit stehendem Wasser ausgetragen.
1990 und 2001 wurden auf der Regattastrecke schon die Vorgängerwettbewerbe der U23-Weltmeisterschaften durchgeführt. Außerdem fanden hier unter anderem die Junioren-Weltmeisterschaften 1998 und die Junioren-Weltmeisterschaften 2008 statt.
Bei den Meisterschaften wurden 21 Wettbewerbe ausgetragen, davon zwölf für Männer und neun für Frauen.
Teilnahmeberechtigt war eine Mannschaft je Wettbewerbsklasse aus allen Mitgliedsverbänden des Weltruderverbandes. Eine Qualifikationsregatta existierte nicht.

## Ausgeschriebene Wettbewerbe
| Männer           | Frauen           |
| ---------------- | ---------------- |
| Einer            | Einer            |
| LGW-Einer        | LGW-Einer        |
| Doppelzweier     | Doppelzweier     |
| LGW-Doppelzweier | LGW-Doppelzweier |
| Doppelvierer     | Doppelvierer     |
| LGW-Doppelvierer | LGW-Doppelvierer |
| Zweier ohne      | Zweier ohne      |
| LGW-Zweier ohne  |                  |
| Vierer ohne      | Vierer ohne      |
| LGW-Vierer ohne  |                  |
| Vierer mit       |                  |
| Achter           | Achter           |

## Ergebnisse
Hier sind die Medaillengewinner aus den A-Finals aufgelistet. Diese waren mit sechs Booten besetzt, die sich über Vor- und Hoffnungsläufe sowie Viertel- und Halbfinals für das Finale qualifizieren mussten. Die Streckenlänge betrug in allen Läufen 2000 Meter.

### Männer
| Bootsklasse                                   | Gold | Gold    | Silber | Silber  | Bronze | Bronze  |
| --------------------------------------------- | --- | ------- | --- | ------- | --- | ------- |
| Einer (BM1x)                                  | Deutschland Hubert Trzybinski | 6:49,17 | Belgien Hannes Obreno | 6:50,70 | Italien Francesco Cardaioli | 6:52,94 |
| Leichtgewichts-Einer (BLM1x)                  | Vereinigte Staaten Andrew Campbell Jr | 7:07,84 | Niederlande Franciscus Goutier | 7:10,49 | Irland Paul O’Donovan | 7:11,67 |
| Doppelzweier (BM2x)                           | Litauen Dominykas Jančionis Aurimas Adomavičius | 6:26,39 | Tschechien Michal Plocek Jan Andrle | 6:28,04 | Spanien Pau Franquet Monfort Ruben Padilla | 6:28,37 |
| Leichtgewichts-Doppelzweier (BLM2x)           | Deutschland Moritz Moos Jason Osborne | 6:19,28 | Frankreich Damien Piqueras Pierre Houin | 6:20,65 | Niederlande Bart Lukkes Daan Klomp | 6:21,35 |
| Doppelvierer (BM4x)                           | Schweiz Roman Röösli Augustin Maillefer Nico Stahlberg Barnabé Delarze                                                                               | 5:43,60 | Neuseeland Christopher Morrison Giacomo Thomas Jeffrey Francis Karl Manson                                                                                  | 5:44,20 | Deutschland Patrick Leineweber Ruben Steinhardt Kai Fuhrmann Ole Daberkow                                                                                | 5:48,85 |
| Leichtgewichts-Doppelvierer (BLM4x)           | Italien Paolo Ghidini Michele Quaranta Francesco Pegoraro Matteo Mulas                                                                               | 5:55,14 | Frankreich Quentin Varnier Edwin Desuzinge Thibault Lecomte Eloi Debourdeau                                                                                 | 5:58,06 | Deutschland Roman Acht Jonathan Rommelmann Tobias Schad Florian Roller                                                                                   | 5:59,23 |
| Zweier ohne Steuermann (BM2-)                 | Südafrika David Hunt Vincent Breet | 6:34,75 | Australien Angus Moore Alexander Hill | 6:36,08 | Serbien Miloš Vasić Radoje Đerić | 6:37,04 |
| Leichtgewichts-Zweier ohne Steuermann (BLM2-) | Italien Francesco Schisano Vincenzo Serpico | 6:45,45 | Vereinigtes Königreich Matthew Bedford Wilf Kimberley | 6:47,83 | Tschechien Jan Hajek Michael Humpolec | 6:50,13 |
| Vierer ohne Steuermann (BM4-)                 | Rumänien Toader-Andrei Gontaru Marius-Vasile Cozmiuc George Alexandru Pălămariu Cristi Ilie Pîrghie                                                  | 5:58,72 | Australien James Medway Aaron Wright Louis Snelson Timothy Masters                                                                                          | 6:01,18 | Vereinigte Staaten Edward Benning Morgan Gerlak Kaess Smit William Gillis                                                                                | 6:03,86 |
| Leichtgewichts-Vierer ohne Steuermann (BLM4-) | Italien Stefano Oppo Petru Zaharia Guido Gravina Paolo Di Girolamo                                                                                   | 5:58,53 | Vereinigtes Königreich Charles Waite-Roberts Thomas Marshall Timothy Richards Joel Cassells                                                                 | 5:59,92 | Frankreich Ludovic Seureau Clément Duret Constant Ryngaert Théophile Onfroy                                                                              | 6:01,18 |
| Vierer mit Steuermann (BM4+)                  | Italien Luca Parlato Vincenzo Abbagnale Mario Cuomo Massimiliano Rocchi Andrea Kiraz (Stm.)                                                          | 6:17,73 | Neuseeland Jared Glue Cameron Crampton Logan Keys Evan Kennedy Sam Bosworth (Stm.)                                                                          | 6:19,90 | Deutschland Carl Reinke Torben Johannesen Jan Bernhard Matthias Hörnschemeyer Jonas Wiesen (Stm.)                                                        | 6:21,33 |
| Achter (BM8+)                                 | Neuseeland Thomas Murray Isaac Grainger Shaun Kirkham George Howard Jonathan Wright Alex Kennedy Brook Robertson Stephen Jones Caleb Shepherd (Stm.) | 5:28,63 | Vereinigte Staaten Max Meyer-Bosse James Hamp Daren Frankel Carter Crowe Brendon Stoner Theodore Baumgardner Anders Weiss Hunter Leeming Paul Farber (Stm.) | 5:31,79 | Polen Konrad Wojewodzic Kacper Białkowski Karol Leszczyński Damian Fehlau Robert Fuchs Mateusz Wilangowski Konrad Kuchta Damian Salak Patryk Kusz (Stm.) | 5:33,16 |

### Frauen
| Bootsklasse                         | Gold | Gold    | Silber | Silber  | Bronze | Bronze  |
| ----------------------------------- | --- | ------- | --- | ------- | --- | ------- |
| Einer (BW1x)                        | Deutschland Lisa Schmidla | 7:30,84 | Kanada Carling Zeeman | 7:33,70 | Lettland Elza Gulbe | 7:33,79 |
| Leichtgewichts-Einer (BLW1x)        | Griechenland Aikaterini Nikolaidou | 7:58,12 | Belarus Alena Furman | 8:02,79 | Japan Ayami Ōishi | 8:06,68 |
| Doppelzweier (BW2x)                 | Rumänien Ionela-Mădălina Rus Laura Oprea | 7:07,22 | Dänemark Anne Dsane Andersen Hedvig Lærke Rasmussen | 7:08,30 | Tschechien Lenka Antošová Denisa Cvancarova | 7:12,36 |
| Leichtgewichts-Doppelzweier (BLW2x) | Vereinigtes Königreich Eleanor Piggott Brianna Stubbs | 7:08,57 | Deutschland Fabienne Knoke Leonie Pieper | 7:09,71 | Neuseeland Sophie MacKenzie Lisa Owen | 7:10,07 |
| Doppelvierer (BW4x)                 | Rumänien Andreea-Mihaela Tataru Mihaela-Teodora Berindei Viviana Iuliana Bejinariu Ioana Vrînceanu                                                                 | 6:36,35 | Polen Ariana Borkowska Marta Wieliczko Maria Springwald Monika Ciaciuch                                                                                                  | 6:36,70 | Deutschland Luisa Neerschulte Anne Marie Kroll Marie-Cathérine Arnold Carina Böhlert                                                                                     | 6:37,87 |
| Leichtgewichts-Doppelvierer (BLW4x) | Deutschland Franziska Kreutzer Ann-Cathrin Leineweber Julia Eichholz Clara Bergau                                                                                  | 6:41,86 | Australien Jessica Bowyer Emma Jones Emma Webley Sarah Pound | 6:44,08 | Vereinigtes Königreich Rosa Atkinson Gemma Hall Elisha Lewis Emily Craig                                                                                                 | 6:49,31 |
| Zweier ohne Steuerfrau (BW2-)       | Rumänien Mihaela Petrilă Mădălina Bereș | 7:24,37 | Deutschland Sara Davids Miriam Davids | 7:27,41 | Italien Beatrice Arcangiolini Gaia Marzari | 7:27,71 |
| Vierer ohne Steuerfrau (BW4-)       | Australien Hannah Vermeersch Alexandra Hagan Charlotte Sutherland Lucy Stephan                                                                                     | 6:47,72 | Russland Tatjana Igorewna Afinogenowa Jelisaweta Wassiljewna Tichanowa Anastassija Wassiljewna Tichanowa Anastassija Sergejewna Schukowa                                 | 6:53,92 | Neuseeland Johannah Kearney Kristen Froude Kelsi Walters Abbey Green | 6:53,97 |
| Achter (BW8+)                       | Vereinigte Staaten Ruth Narode Anne Rauschert Erin Boxberger Corinne Schoeller Courtney Diekema Amanda Elmore Madison Culp Kristine O’Brien Kendall Schmidt (Stf.) | 6:16,81 | Vereinigtes Königreich Bethany Bryan Iona Riley Josephine Wratten Rebecca Chin Yasmin Tredell Fiona Schlesinger Fiona Gammond Nicole Lamb Morgan Baynham-Williams (Stf.) | 6:19,15 | Deutschland Johanna te Neues Juliane Bosse Elisaveta Sokolkova Alexandra Höffgen Anne Dietrich Lea-Kathleen Kühne Charlotte Reinhardt Marisa Staelberg Inga Thöne (Stf.) | 6:21,61 |

## Medaillenspiegel
| Platz | Land                   | Gold | Silber | Bronze | Gesamt |
| ----- | ---------------------- | ---- | ------ | ------ | ------ |
| 1     | Deutschland            | 4    | 2      | 5      | 11     |
| 2     | Italien                | 4    |        | 2      | 6      |
| 3     | Rumänien               | 4    |        |        | 4      |
| 4     | Vereinigte Staaten     | 2    | 1      | 1      | 4      |
| 5     | Vereinigtes Königreich | 1    | 3      | 1      | 5      |
| 6     | Australien             | 1    | 3      |        | 4      |
| 7     | Neuseeland             | 1    | 2      | 2      | 5      |
| 8     | Griechenland           | 1    |        |        | 1      |
| 8     | Litauen                | 1    |        |        | 1      |
| 8     | Schweiz                | 1    |        |        | 1      |
| 8     | Südafrika              | 1    |        |        | 1      |
| 12    | Frankreich             |      | 2      | 1      | 3      |
| 13    | Tschechien             |      | 1      | 2      | 3      |
| 14    | Niederlande            |      | 1      | 1      | 2      |
| 14    | Polen                  |      | 1      | 1      | 2      |
| 16    | Belgien                |      | 1      |        | 1      |
| 16    | Dänemark               |      | 1      |        | 1      |
| 16    | Kanada                 |      | 1      |        | 1      |
| 16    | Russland               |      | 1      |        | 1      |
| 16    | Belarus                |      | 1      |        | 1      |
| 21    | Irland                 |      |        | 1      | 1      |
| 21    | Japan                  |      |        | 1      | 1      |
| 21    | Lettland               |      |        | 1      | 1      |
| 21    | Serbien                |      |        | 1      | 1      |
| 21    | Spanien                |      |        | 1      | 1      |
| Summe | Summe                  | 21   | 21     | 21     | 63     |